# David Torres
Pour les articles homonymes, voir Torres.
David Torres, né le 5 mars 2003 à Valladolid en Espagne, est un footballeur espagnol qui joue au poste de défenseur central au Real Valladolid.

## Biographie

### En club
Né à Valladolid en Espagne, David Torres est formé par le club de sa ville natale, le Real Valladolid.
Torres joue son premier match en professionnel le 12 novembre 2022, lors d'une rencontre de coupe d'Espagne contre l'UD Barbadás (en). Il est titularisé, et son équipe l'emporte par deux buts à zéro,.

### En sélection
David Torres représente l'équipe d'Espagne des moins de 19 ans pour un total de deux matchs joués, les deux en 2021.
Il joue son premier match avec l'équipe d'Espagne espoirs le 13 octobre 2023, lors d'un match amical contre l'Ouzbékistan. Il entre en jeu à la place d'Arnau Martínez et les deux équipes se neutralisent (0-0 score final).

## Vie privée
David Torres est le fils de Javier Torres Gómez (en), ancien footballeur espagnol ayant joué pour le Real Valladolid.